# Eryngium rostratum
Eryngium rostratum är en flockblommig växtart som beskrevs av Antonio José Cavanilles. Eryngium rostratum ingår i släktet martornar, och familjen flockblommiga växter.

## Underarter
Arten delas in i följande underarter:
- E. r. paludosum
- E. r. rostratum
- E. r. subdecumbens